# LG Chem
LG Chem is een zeer grote Zuid-Koreaanse fabrikant van chemicaliën en batterijen.
LG Chem is een belangrijk bedrijfsonderdeel van de LG Corp., een chaebol (Koreaans conglomeraat).

## Activiteiten
De activiteiten van LG Chem zijn verdeeld over vier bedrijfsonderdelen en een klein onderdeel divers:
- Petrochemie. Dit is het grootste onderdeel en levert petrochemische producten,
- Energieoplossingen. Dit bedrijfsonderdeel produceert en verkoopt oplaadbaar lithium-ionenbatterijen die worden gebruikt in mobiele apparaten en elektrische voertuigen. Verder maakt het energieopslagsystemen. batterijen voor hernieuwbare energie. In december 2022 werden deze activiteiten gebundeld in een nieuwe onderneming LG Energy Solution.
- Geavanceerde materialen. Dit segment is actief met de productie en verkoop van geavanceerde materialen voor displays, halfgeleiders, auto-onderdelen, waterfilters en batterijen.
- Levenswetenschappen. Dit onderdeel maakt diverse geneesmiddelen, vaccins, diagnostische kits en fijnchemicaliën voor eerstelijnszorg, specialistische zorg en esthetiek.

In 2021 was petrochemie nog het grootste bedrijfsonderdeel, maar dat werd in 2022 ingehaald door de snelgroeiende onderdeel energieoplossingen. In 2022 had dit onderdeel een aandeel van 50% in de totale omzet en het aandeel van petrochemie daalde naar 41%. De overige onderdelen realiseerden een omzet van minder dan 10% van het totaal.

## Geschiedenis
De geschiedenis van het bedrijf gaat terug tot 5 januari 1947 toen Lucky Chemical Co werd opgericht. Het bedrijf hield zich toen bezig met de productie van cosmetica en plastic- en huishoudelijke producten. In 1969 kreeg het bedrijf een beursnotering.
In 1974 werd de naam gewijzigd in Lucky Co. In de jaren 70 breidde de activiteiten zich uit  door achterwaartse integratie in de petrochemische sector. In 1988 behaalde als eerste chemiebedrijf van Korea een omzet van meer dan 1 biljoen won op jaarbasis. In 1991, kwamen drie onderdelen van de chaebol, Lucky Pharmaceuticals Corp, Lucky Advanced Materials Inc en Lucky Polychemical Co, bij Lucky Corporation om actiever te worden op het gebied van de fijnchemie. 
In 1995 werd Lucky Corporation omgedoopt tot LG Chemical. In 2003 werd - door in interne reorganisatie van de chaebol - LG Corporation de grootste aandeelhouder die nog altijd een belang van 33,3% heeft.
In 2009 sloot LG Chem een overeenkomst met General Motors voor de levering van accupakketten voor elektrische auto's. LG Chem bouwde hiervoor een fabriek in de Verenigde Staten voor lithium-ion-accus voor de Chevrolet Volt. In 2010 volgde een vergelijkbare overeenkomst met Ford Motor Company.
In 2009 zijn de activiteiten met betrekking tot industriële materialen afgesplitst naar een nieuwe dochteronderneming, LG Hausys. In 2016 werd FarmHannong overgenomen, een producent van gewasbeschermingsmiddelen en meststoffen. LG Chem betaalde 515 miljard won of zo'n US$ 430 miljoen voor alle aandelen. Begin 2017 werd het bedrijfsonderdeel LG Life Sciences, Ltd. opgericht.
LG Chem was al langere tijd actief met het ontwerp en productie van oplaadbare lithium-ionbatterijen voor de automobielindustrie en voor toepassingen in de informatie-technologie. In 2020 werd LG Energy Solution opgericht, waarbij alle aandelen in handen waren van LG Chem. LG Energy Solution kreeg in januari 2022 een eigen beursnotering, maar LG Chem heeft nog altijd zo'n 82% van de aandelen in handen. LG Energy Solution haalde met de beursintroductie zo'n US$ 10,8 miljard op en dat was een record voor Zuid-Korea.